# 亞布盧科韋
47°43′39″N 36°19′33″E / 47.72750°N 36.32583°E
亞布盧科韋（烏克蘭語：Яблукове）是位於烏克蘭東南部的村莊，由扎波羅熱州波洛希區的胡利亚伊波莱市镇負責管轄。該村始建於1850年，面積0.37平方公里，海拔高度138米，2001年人口48，人口密度每平方公里129人。